# Victory (албум на Running Wild)
Victory е единадесетият студиен албум на германската хевиметъл банда Running wild, с над 250 000 продадени копия в целия свят.

## Списък на песните
1. Fall Of Dorkas – 5:16
2. When Time Runs Out – 5:16
3. Timeriders – 4:22
4. Into The Fire – 4:55
5. Revolution – 2:56
6. The Final Waltz – 1:19
7. Tsar – 7:07
8. The Hussar – 4:03
9. The Guardian – 5:07
10. Return Of The Gods – 5:29
11. Silent Killer – 4:43
12. Victory – 4:49

## Членове
- Rock'n'Rolf – вокал, китари
- Thilo Herrmann – китари
- Thomas Smuszynski – бас
- Angelo Sasso – барабани